# 穀粉

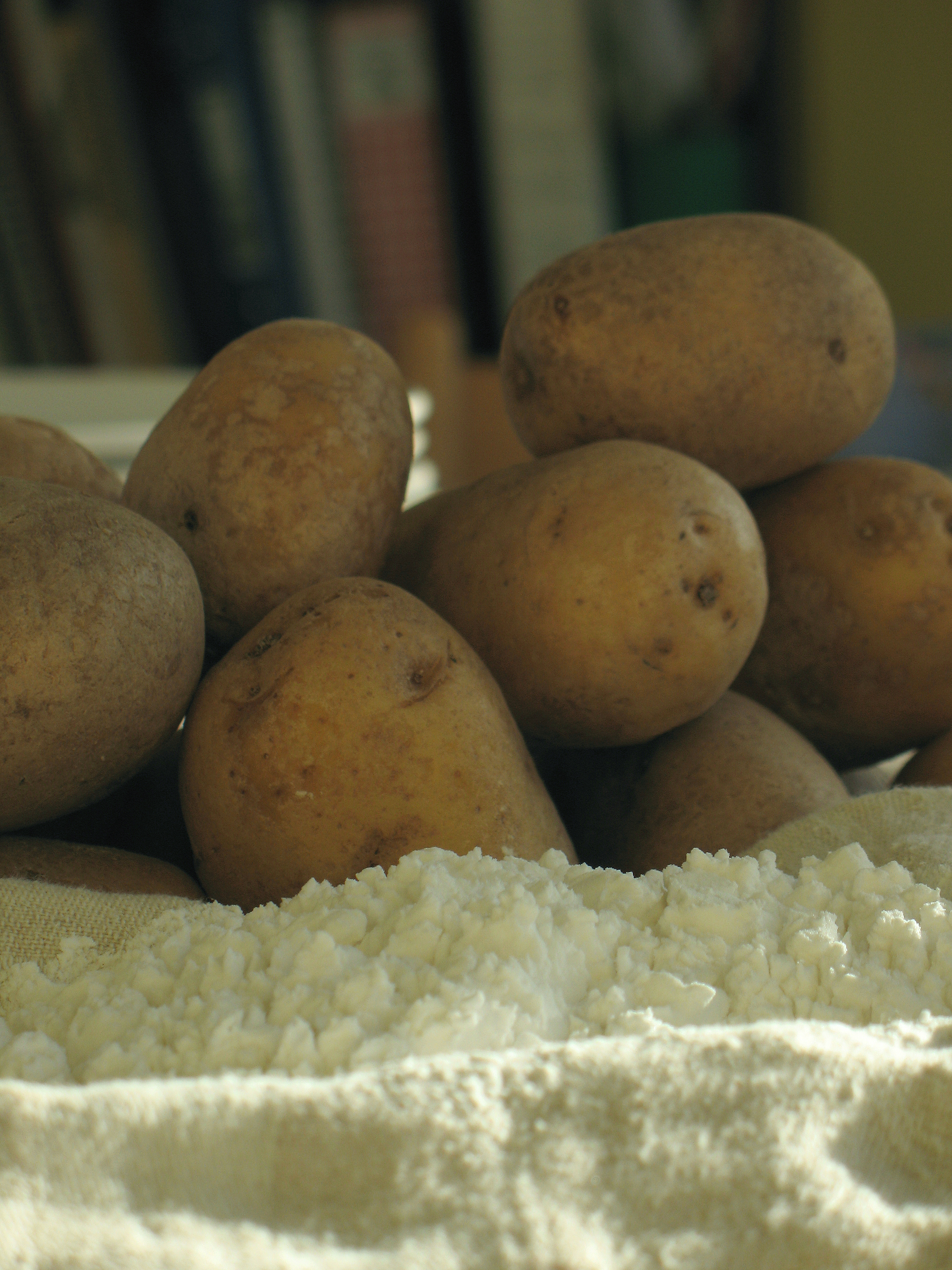
ジャガイモ粉

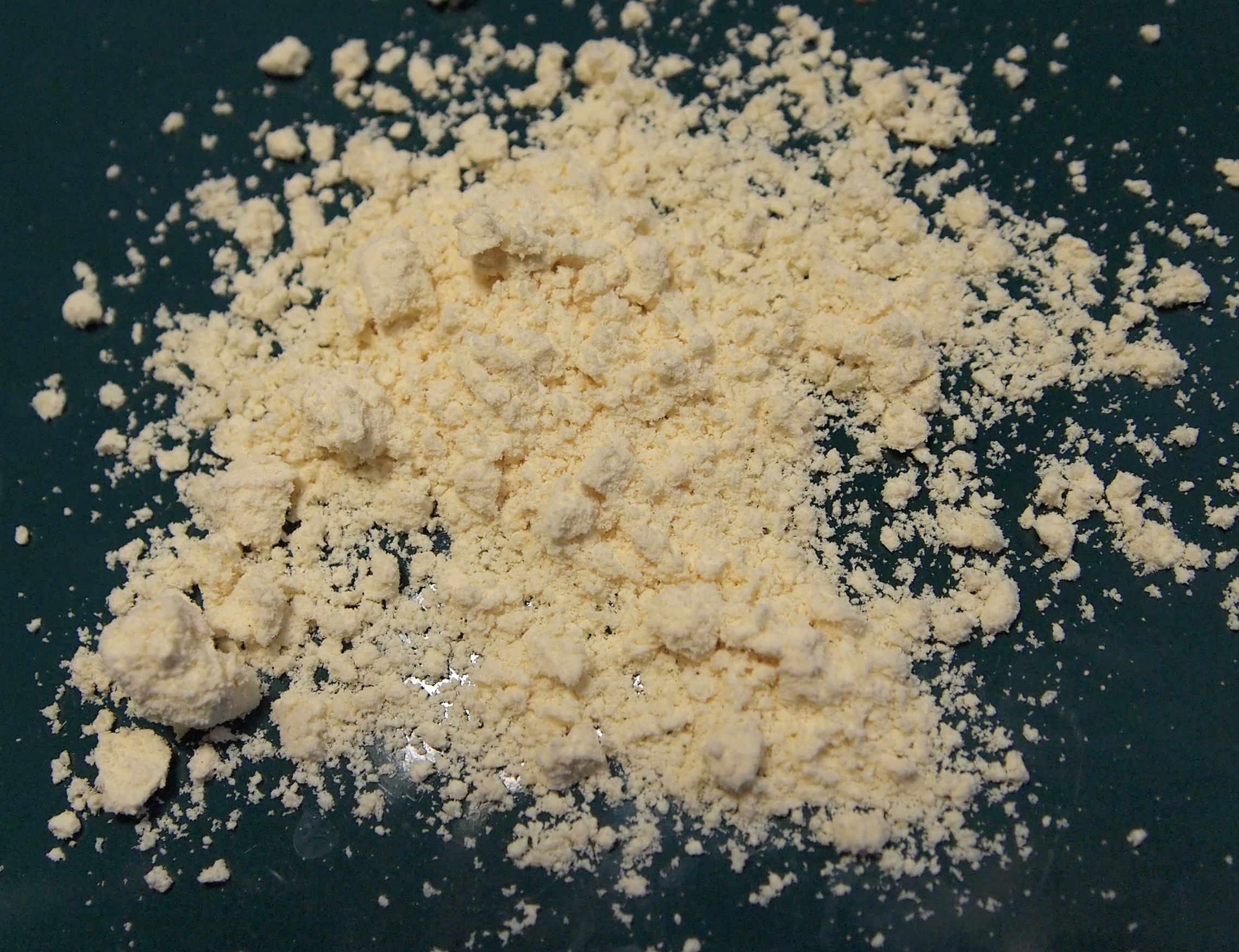
きな粉

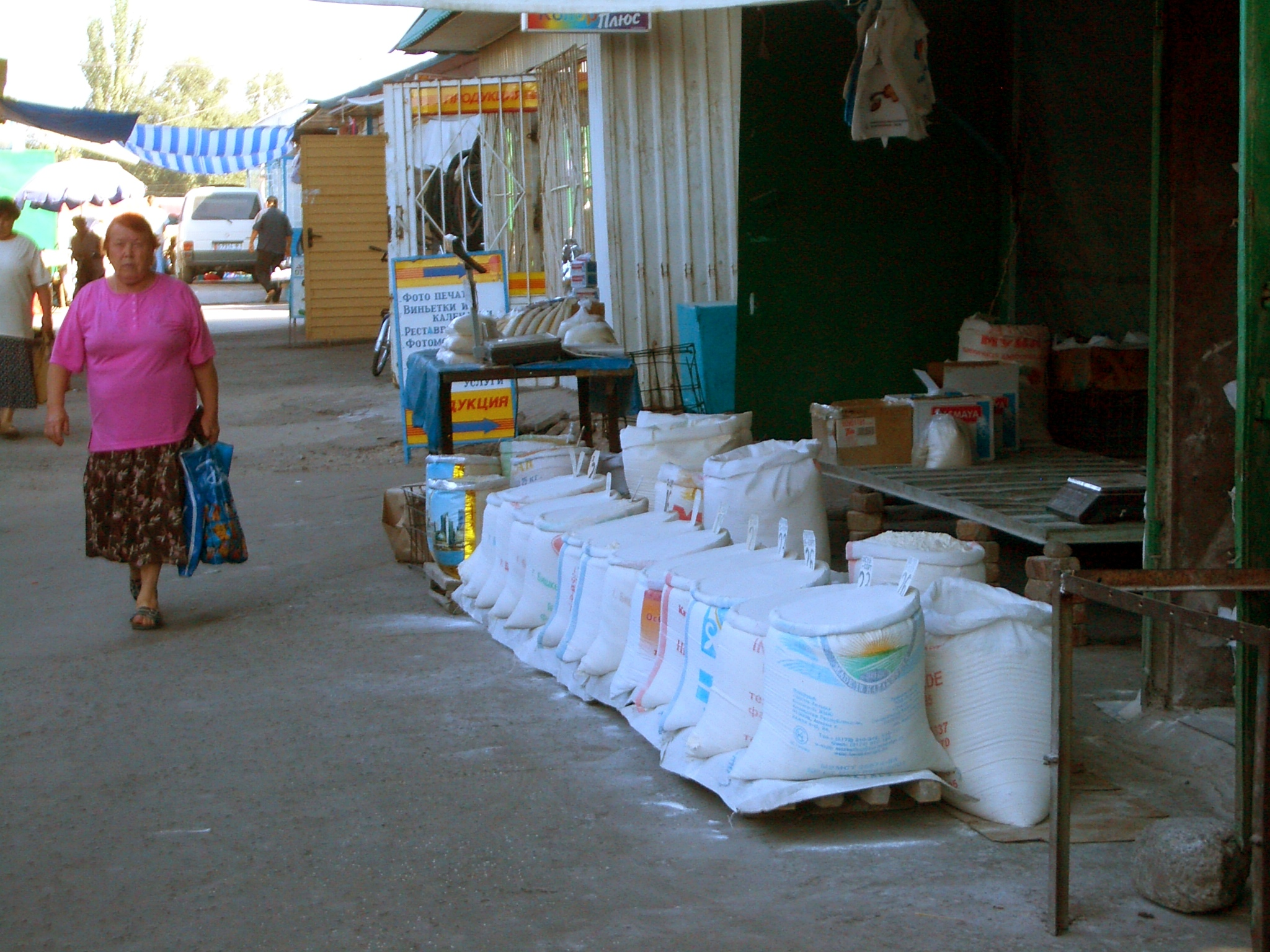
キルギス・ビシケクのバザールで売られるさまざまな穀粉

穀粉（こくふん, 英語: flour, フラワー, ドイツ語: Mehl, メール）は、穀物を挽いて作った粉である。広義には、穀類（狭義の穀類・豆類・擬穀類）だけでなく芋類や木の実などの粉も含むことが多い。
麺類、パン、菓子などさまざまな加工食品の原料となる。産業的に最も重要なのは小麦粉だが、他にもさまざまな穀物を原料としたものがある。
主栄養素はでんぷんで、多少のタンパク質を含む。小麦粉などはタンパク質のグリアジンとグルテニンを含み、水を加えてこねて生地にすることでグルテンへと変化し分子が立体的なネットワークを作り、弾性（粘りけ）が生まれる。
穀物を穀粉にして（通常はその後加工して）食べることを、粉食という。米飯に代表される、粒のまま食べる粒食に対する言葉である。

## 主な穀粉
- イネ科穀物
  - 小麦粉 - 成分や製法によりさらにさまざまな種類に分けられる。
  - 米粉
  - 大麦粉
    - はったい粉
    - ツァンパ

  - ライ麦粉 - ドイツ、スカンジナビアなど。
  - トウモロコシ粉（コーンフラワー） - アメリカ合衆国、メキシコ、インド、パキスタンなど。でんぷん粒のみを抽出したものをコーンスターチと呼ぶ。
  - テフ粉 - 東アフリカ。
  - ひえ粉
- 豆類
  - きな粉（大豆粉）- 大豆を煎ってから粉にしたもの。
  - 大豆粉 - 大豆を生のまま粉にしたもの。
  - ヒヨコマメ粉 - インド、ビルマなどのアジア、イタリア、フランスなどのヨーロッパ、モロッコなどの北アフリカなど。
  - エンドウマメ粉
  - 緑豆粉
- 擬穀類
  - 蕎麦粉
  - アマランサス粉 - 中南米。
- 芋類・根菜
  - 片栗粉
  - 葛粉
  - タピオカ粉
  - ジャガイモ粉
- 木の実
  - 栗粉 - コルシカ島、イタリアなど。
  - どんぐり粉
  - ココナツ粉